# Anaïs Le Gluher-Cano
Anaïs Le Gluher-Cano, née le 10 décembre 1982 à Nantes, est une joueuse française de basket-ball. Elle joue principalement au poste d'arrière.

## Biographie
Née à Nantes, Anaïs Le Gluher découvre le basket dans un petit club de quartier, l'A.S St-Rogatien à Nantes. C'est en minime région que sa coach du moment, jouant à Harouys Nantes en N3, la pousse à jouer un tournoi où elle fait la rencontre de Jacky Moreau.
Jacky Moreau est le précurseur permettant à la joueuse de mettre le pied à l’étrier au niveau national. Dans un premier temps, en 1996, c'est une période très formatrice pour Anaïs Le Gluher qui joue en tant que cadette tout en s'entrainant intensivement avec les séniors. Puis, Jacky Moreau propulse la joueuse de tout juste 14 ans en N3. 
À deux doigts d’accéder à la N2, Harouys fusionne avec Rezé qui descend de N1, donnant ainsi naissance à l'actuel célèbre club de Nantes-Rezé Basket 44.
La saison 1999-2000, est une deuxième période formatrice pour Anaïs Le Gluher qui évolue en N2 et surtout au côté de François Gomez. Le club accède à l'antichambre du plus haut niveau pendant la saison 2000-2001. 
En 2002-2003, la saison se solde par une descente pour Rezé-Nantes Basket 44. 
En 2003, Didier Servant, l’entraineur de Calais, recrute la nantaise pour renforcer l’effectif champion de France NF1 et promu en Ligue Féminine.
Anaïs Le Gluher y évolue pour la première fois en tant que joueuse professionnelle. Au bout de deux ans, elle décide de retourner à son ancien club Nantes-Rezé Basket 44 qui a effectué la remontée en N1. 
Le retour dans sa ville natale est bref puisqu'à partir de 2006, elle rejoint Basket Landes nouveau promu en NF1. À la suite de la saison 2007-2008, durant laquelle elle évolue à Basket Landes en tant que capitaine, Anaïs Le Gluher termine meilleure marqueuse avec une moyenne de 18 points par match, 19,3 d'évaluation totale et meilleure ailière du championnat. Elle est également élue MVP du Final Four et devient, avec son équipe, championne de France NF1 2008. 
En 2008, Anaïs Le Gluher fait partie des huit joueuses conservées pour évoluer au sein du Basket Landes dans la plus haute sphère du Basket féminin français. En avril 2013, elle prolonge son engagement pour deux saisons plus une troisième en option. Victime d'une nouvelle blessure au mollet durant l'été 2016, la capitaine de Basket Landes annonce mettre un terme à sa carrière sportive.

## Clubs
| Saisons   | Équipe                | Championnat | Pays   |
| 1999-2003 | Nantes-Rezé Basket 44 | NF1         | France |
| 2003-2005 | COB Calais            | LFB         | France |
| 2005-2006 | Nantes-Rezé Basket 44 | NF1         | France |
| 2006-2008 | Basket Landes         | NF1         | France |
| 2008-2016 | Basket Landes         | LFB         | France |

## Palmarès
- Championne de France NF1 2008